# Kelland O'Brien
Kelland O'Brien (Melbourne, 22 mei 1998) is een Australisch weg- en baanwielrenner. O'Brien won de ploegenachtervolging op het wereldkampioenschappen baanwielrennen in 2017 en 2019. Bij de Olympische Zomerspelen 2024 won hij goud op de ploegenachtervolging met Oliver Bleddyn, Conor Leahy en Sam Welsford.

## Belangrijkste resultaten

### Baan
| Jaar       | AK                                                  | OK                                                 | WK                                   | Gemenebestspelen     | Overig                                                                                 |            |
| Als junior | Als junior                                          | Als junior                                         | Als junior                           | Als junior           | Als junior                                                                             | Als junior |
| ---------- | --------------------------------------------------- | -------------------------------------------------- | ------------------------------------ | -------------------- | -------------------------------------------------------------------------------------- | ---------- |
| 2015       |                                                     |                                                    | koppelkoers · achtervolging          |                      |                                                                                        |            |
| 2016       |                                                     |                                                    | koppelkoers                          |                      |                                                                                        |            |
| Als elite  |                                                     |                                                    |                                      |                      |                                                                                        |            |
| 2016       |                                                     | ploegenachtervolging · koppelkoers · achtervolging |                                      |                      |                                                                                        |            |
| 2017       | koppelkoers · 1km tijdrit · scratch · achtervolging | koppelkoers                                        | ploegenachtervolging · achtervolging |                      |                                                                                        |            |
| 2018       | koppelkoers                                         | ploegenachtervolging · puntenkoers                 |                                      | ploegenachtervolging | WB Berlijn: ploegenachtervolging                                                       |            |
| 2019       | koppelkoers · ploegenachtervolging                  | puntenkoers · omnium                               | ploegenachtervolging                 |                      | Zesdaagse van Melbourne · WB Hongkong: koppelkoers · WB Brisbane: ploegenachtervolging |            |
| 2020       |                                                     |                                                    |                                      |                      |                                                                                        |            |
| 2021       | koppelkoers                                         |                                                    |                                      |                      | Olympische Spelen: · ploegenachtervolging                                              |            |
| 2022       | koppelkoers                                         |                                                    |                                      |                      |                                                                                        |            |
| 2023       | koppelkoers                                         |                                                    |                                      |                      |                                                                                        |            |
| 2024       |                                                     | scratch                                            |                                      |                      | Olympische Spelen: · ploegenachtervolging                                              |            |

### Weg

#### Resultaten in voornaamste wedstrijden
| Jaar | Ronde van Italië | Ronde van Frankrijk | Ronde van Spanje |
| ---- | ---------------- | ------------------- | ---------------- |
| 2022 |                  |                     | opgave           |
| 2023 |                  |                     |                  |
| 2024 |                  |                     |                  |
| 2025 |                  |                     |                  |

| Jaar | Gent-Wevelgem | Ronde van Vlaanderen | Parijs-Roubaix | Dwars door Vlaanderen |
| ---- | ------------- | -------------------- | -------------- | --------------------- |
| 2022 | opgave        | opgave               |                | 7e                    |
| 2023 | 89e           | 72e                  | opgave         | 36e                   |
| 2024 | opgave        | opgave               | 110e           | 90e                   |
| 2025 | opgave        | 77e                  |                | 35e                   |

## Ploegen
- 2022 –  Team BikeExchange Jayco
- 2023 –  Team BikeExchange-Jayco
- 2024 –  Team Jayco AlUla
- 2025 –  Team Jayco AlUla

1908: Jones, Kingsbury, Meredith, Payne ·
1920: Magnani, Carli, Ferrario, Giorgetti ·
1924: De Martini, Dinale, Menegazzi, Zucchetti ·
1928: Facciani, Gaioni, Lusiani, Tasselli ·
1932: Pedretti, Borsari, Cimatti, Ghilardi ·
1936: Nizerhy, Charpentier, Goujon, Lapébie ·
1948: Decanali, Adam, Blusson, Coste ·
1952: Morettini, Campana, de Rossi, Messina ·
1956: Gasparella, Domenicali, Faggin, Gandini ·
1960: Vigna, Arienti, Testa, Vallotto ·
1964: Streng, Claesges, Henrichs, Link ·
1968: Lyngemark, Olsen, Asmussen, Jensen ·
1972: Schumacher, Colombo, Haritz, Hempel ·
1976: Vonhof, Braun, Lutz, Schumacher ·
1980: Manakov, Movtsjan, Ossokin, Petrakov ·
1984: Grenda, Turtur, Nichols, Woods ·
1988: Jekimov, Kasputis, Neljoebin, Oemaras ·
1992: Fulst, Glöckner, Lehmann, Steinweg ·
1996: Capelle, Ermenault, Monin, Moreau ·
2000: Fulst, Bartko, Becke, Lehmann ·
2004: Brown, McGee, Lancaster, Roberts ·
2008: Clancy, Manning, Thomas, Wiggins · 
2012: Burke, Clancy, Kennaugh, Thomas · 
2016: Burke, Clancy, Doull, Wiggins · 
2020: Consonni, Ganna, Lamon, Milan · 
2024:  Bleddyn, Welsford, Leahy, O'Brien
Bauer · Bewley · Bookwalter · Chaves · Colleoni · Durbridge · Edmondson · Grmay · Groves · Hamilton · Hepburn · Howson · Jansen · Juul-Jensen · Kangert · Konysjev · Matthews · Meyer · Mezgec · Nieve · Peák · Schultz · Scotson · Smith · Stannard · Yates · Zejts · Choon (stagiair) · O'Brien (stagiair)
Balmer · Bauer · Bewley · Colleoni · Craddock · Durbridge · Edmondson · Grmay · Groenewegen · Groves · Hamilton · Hepburn · Howson · Jansen · Juul-Jensen · Kangert · Konysjev  · Maas · Matthews · Meyer · Mezgec · O'Brien · Peña · Reinders (vanaf 23/8) · Schultz · Scotson · Smith · Sobrero · Stewart · Yates · Bogusławski (stagiair) · De Pretto (stagiair) · Foldager (stagiair)
Balmer · Berhe · Colleoni · Craddock · De Marchi · Dunbar · Durbridge · Engelhardt · Grmay · Groenewegen · Hamilton · Harper · Hepburn · Jansen · Juul-Jensen · Maas · Matthews · Mezgec · O'Brien · Peña · Porter · Pöstlberger · Quick · Reinders · Scotson · Sobrero · Stewart · Štybar · Yates · Zana · Jørgensen (stagiair) · McKenzie (stagiair)
Berhe · Craddock · De Marchi · De Pretto · Dunbar · Durbridge · Engelhardt · Ewan · Foldager · Groenewegen · Hamilton · Harper · Hepburn · Jansen · Juul-Jensen · Maas · Matthews · Mezgec · O'Brien · Peña · Plapp · Porter · Quick · Reinders · Schmid · Scotson · Stewart · Walscheid · Yates · Zana